# Condado de Carroll (Maryland)
El condado de Carroll es un condado estadounidense ubicado en el estado de Maryland.
En 2000, su población es de 150.897. Su nombre es el de Charles Carroll de Carrollton (1737-1832), firmante de la Declaración de Independencia de los Estados Unidos. Su sede está en Westminster.
El condado es parte del Área metropolitana de Baltimore.

## Historia
El Condado de Carroll fue fundado en 1837 a partir de partes de los condados de Baltimore y Frederick.
Los primeros asentamientos en el condado incluyeron a 3.700 alemanes. Su impacto todavía es observable en las actitudes de los residentes.

## Demografía

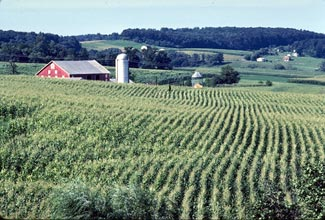
Granja en el Condado de Carroll (Maryland).

Según el censo de 2000, el condado cuenta con 150.897 habitantes, 52.503 hogares y 41.109 familias que residentes. La densidad de población es de 130 hab/km² (336 hab/mi²). Hay 54.260 unidades habitacionales con una densidad promedio de 47 u.a./km² (121 u.a./mi²). La composición racial de la población del condado es 95,69% Blanca, 2,28% Negra o Afroamericana, 0,22% Nativa americana, 0,75% Asiática, 0,02% De las islas del Pacífico, 0,31% de Otros orígenes y 0,73% de dos o más razas. El 0,99% de la población es de origen hispano o Latino cualquiera sea su raza de origen.
De los 52.503 hogares, en el 39,70% viven menores de edad, 66,50% están formados por parejas casadas que viven juntas, 8,30% son llevados por una mujer sin esposo presente y 21,70% no son familias. El 17,50% de todos los hogares están formados por una sola persona y 7,40% incluyen a una persona de más de 65 años. El promedio de habitantes por hogar es de 2,81 y el tamaño promedio de las familias es de 3,18 personas.
El 27,70% de la población del condado tiene menos de 18 años, el 7,00% tiene entre 18 y 24 años, el 30,60% tiene entre 25 y 44 años, el 23,90% tiene entre 45 y 64 años y el 10,80% tiene más de 65 años de edad. La edad media es de 37 años. Por cada 100 mujeres hay 97,40 hombres y por cada 100 mujeres de más de 18 años hay 94,00 hombres.
La renta media de un hogar del condado es de $60.021, y la renta media de una familia es de $66.430. Los hombres ganan en promedio $44.191 contra $30.599 por las mujeres. La renta per cápita en el condado es de $23.829. 3,80% de la población y 2,70% de las familias tienen rentas por debajo del nivel de pobreza. De la población total bajo el nivel de pobreza, el 4% son menores de 18 y el 4,9% son mayores de 65 años.

## Ciudades y pueblos
De las nueve municipalidades del condado dos son ciudades según las leyes de Maryland.
2 Ciudades:
- Taneytown (desde 1836)
- Westminster (desde 1818)

7 Pueblos:
- Hampstead (desde 1888)
- Mánchester (desde 1833)
- Mount Airy (desde 1894) (Parte de este pueblo se encuentra en el Condado de Frederick.
- New Windsor (desde 1843)
- Sykesville (desde 1904)
- Union Bridge (desde 1872)

Lugares designados por el censo, CDP:
- Eldersburg

Lugares no designados por el censo:
1. Alesia
2. Carrollton
3. Carrolltowne
4. Detour
5. Finksburg
6. Frizzelburg
7. Gamber
8. Gaither
9. Greenmount
10. Harney
11. Henryton
12. Jasontown
13. Keymar
14. Lineboro
15. Linwood
16. Louisville
17. Marriottsville
18. Middleburg
19. Millers
20. Patapsco
21. Silver Run
22. Union Mills
23. Uniontown
24. Woodbine
25. Woodstock